# Championnat de Chine de basket-ball
Pour les articles homonymes, voir CBA.
La Chinese Basketball Association (en chinois : 中国男子篮球职业联赛 translittération : Zhōngguó Nánzǐ Lánqiú Zhíyè Liánsài), souvent abrégée par le sigle CBA, est le plus haut niveau du championnat de Chine de basket-ball. Ce championnat regroupe les 17 meilleures équipes chinoises. Chaque équipe s'affronte en matchs aller-retour, les huit premières équipes étant qualifiées pour les play-offs. Les quarts de finale et les demi-finales se jouent au meilleur des cinq matchs et la finale se joue au meilleur des sept matchs.

## Historique
La ligue débute en 1995. Cependant, la CBA ne doit pas être confondue avec la Chinese Basketball Association, organisation fondée en juin 1956.
D'autres ligues de basket-ball existent en Chine, dont la National Basketball League (zh) (NBL), qui est considérée le deuxième niveau du basket-ball dans le pays, la Chinese University Basketball Association (zh) (CUBA) et la Chinese High School Basketball League (CHBL). Il y a également eu la Chinese New Basketball Alliance (CNBA), mais qui n'a duré qu'une seule saison (1996–97).
Un certain nombre de joueurs chinois ayant évolué en CBA, tels Yao Ming, Wang Zhizhi, Yi Jianlian, Mengke Bateer et Sun Yue, ont également joué en NBA. Un nombre limité de joueurs étranges est autorisé à jouer en CBA. Des joueurs All-Stars NBA ont évolué en CBA comme Stephon Marbury, Steve Francis, Kenyon Martin, Tracy McGrady et Gilbert Arenas, dont certains sont devenus All-Stars CBA comme J.R. Smith et Aaron Brooks.
Lors de la saison 2019-2020, le championnat est forcé de s'arrêter le 1er février 2020 à cause de la pandémie de Covid-19, qui se propage alors de plus en plus rapidement partout en Chine ce qui affecte et paralyse toutes les activités du pays depuis janvier 2020.

## Nom des équipes
Le nom complet de chaque équipe est constitué des trois parties, dans l'ordre :
- une désignation géographique (sauf dans le cas des Bayi Rockets, Bayi signifiant « 1er août », représentant la date anniversaire de la fondation de l'Armée populaire de libération, l'équipe ayant été formée par des anciens membres de cette organisation) ;
- un nom de sponsor d'une entreprise ; ce sponsor pouvant changer d'une année sur l'autre ou même en cours de saison ;
- un surnom, comme le nom d'un animal. Celui-ci change rarement ; l'équipe de Shandong ayant changé son surnom de « Flaming Bulls » en « Lions ».

Dans le passé, le nom de la ligue a évolué, en prenant le nom d'un sponsor. En 1999–2000 et 2000–2001 la CBA a été connue sous le nom de Hilton League, en 2001–2002 et 2002–2003, elle a été dénommée Motorola League et en 2003–2004, elle a été sponsorisée par China Unicom. Cependant, cette dénomination de ligue n'était pas toujours utilisée dans les médias et cette pratique a été arrêtée au début de la saison 2004–2005.

## Palmarès
En 2005, la ligue décerne la coupe Mou Zuoyun (牟作云杯 Móu Zuòyún bēi), qui est remise pour la première fois à l'équipe vainqueur du championnat. Mou Zuoyun (né en 1913) était un membre de l'équipe nationale chinoise lors des Jeux olympiques de 1936, puis entraîneur et un pionnier du développement du basket-ball chinois.
| Année     | Champion                  | Résultat | Finaliste                 | MVP des Finales                | Notes                                                      |
| --------- | ------------------------- | -------- | ------------------------- | ------------------------------ | ---------------------------------------------------------- |
| 1995-1996 | Bayi Rockets              | 2 - 0    | Guangdong Southern Tigers |                                | Match Aller / Retour                                       |
| 1996-1997 | Bayi Rockets              | 2 - 0    | Liaoning Hunters          |                                |                                                            |
| 1997-1998 | Bayi Rockets              | 3 - 0    | Liaoning Hunters          |                                | Finale au meilleur des 5 matchs                            |
| 1998-1999 | Bayi Rockets              | 3 - 0    | Liaoning Hunters          |                                |                                                            |
| 1999-2000 | Bayi Rockets              | 3 - 0    | Shanghai Sharks           | Wang Zhizhi (Bayi)             |                                                            |
| 2000-2001 | Bayi Rockets              | 3 - 1    | Shanghai Sharks           | Yao Ming (Shanghai)            |                                                            |
| 2001-2002 | Shanghai Sharks           | 3 - 1    | Bayi Rockets              | Liu Yudong (Bayi)              |                                                            |
| 2002-2003 | Bayi Rockets              | 3 - 1    | Guangdong Southern Tigers | Liu Yudong (Bayi)              |                                                            |
| 2003-2004 | Guangdong Southern Tigers | 3 - 1    | Bayi Rockets              | Du Feng (Guangdong)            |                                                            |
| 2004-2005 | Guangdong Southern Tigers | 3 - 2    | Jiangsu Dragons           | Zhu Fangyu (Guangdong)         |                                                            |
| 2005-2006 | Guangdong Southern Tigers | 4 - 1    | Bayi Rockets              | Yi Jianlian (Guangdong)        | Finale au meilleur des 7 matchs.                           |
| 2006-2007 | Bayi Rockets              | 4 - 1    | Guangdong Southern Tigers | Wang Zhizhi (Bayi)             |                                                            |
| 2007-2008 | Guangdong Southern Tigers | 4 - 1    | Liaoning Hunters          | Zhu Fangyu (Guangdong)         |                                                            |
| 2008-2009 | Guangdong Southern Tigers | 4 - 1    | Xinjiang Flying Tigers    | Zhu Fangyu (Guangdong)         |                                                            |
| 2009-2010 | Guangdong Southern Tigers | 4 - 1    | Xinjiang Flying Tigers    | Zhu Fangyu (Guangdong)         |                                                            |
| 2010-2011 | Guangdong Southern Tigers | 4 - 2    | Xinjiang Flying Tigers    | Wang Shipeng (Guangdong)       |                                                            |
| 2011-2012 | Beijing Ducks             | 4 - 1    | Guangdong Southern Tigers | Lee Hsueh-lin (zh) (Beijing)   |                                                            |
| 2012-2013 | Guangdong Southern Tigers | 4 - 0    | Shandong Gold Lions       | Yi Jianlian (Guangdong)        |                                                            |
| 2013-2014 | Beijing Ducks             | 4 - 2    | Xinjiang Flying Tigers    | Randolph Morris (en) (Beijing) |                                                            |
| 2014-2015 | Beijing Ducks             | 4 - 2    | Liaoning Flying Leopards  | Stephon Marbury (Beijing)      |                                                            |
| 2015-2016 | Sichuan Blue Whales       | 4 - 1    | Liaoning Flying Leopards  | Hamed Haddadi (Sichuan)        |                                                            |
| 2016-2017 | Xinjiang Flying Tigers    | 4 - 0    | Guangdong Southern Tigers | Darius Adams (Xinjiang)        |                                                            |
| 2017-2018 | Liaoning Flying Leopards  | 4 - 0    | Zhejiang Guangsha Lions   | Lester Hudson (Liaoning)       |                                                            |
| 2018-2019 | Guangdong Southern Tigers | 4 - 0    | Xinjiang Flying Tigers    | Yi Jianlian (Guangdong)        |                                                            |
| 2019-2020 | Guangdong Southern Tigers | 2 - 1    | Liaoning Flying Leopards  | Sonny Weems (Guangdong)        | Finale en trois manches du fait de la pandémie de Covid-19 |
| 2020-2021 | Guangdong Southern Tigers | 2 - 1    | Liaoning Flying Leopards  | Hu Mingxuan (zh) (Guangdong)   | Finale en trois manches du fait de la pandémie de Covid-19 |

## Bilan par club
| Nombre de finales | Équipe                    | V  | D | PCT  | Notes                                               |
| ----------------- | ------------------------- | -- | - | ---- | --------------------------------------------------- |
| 16                | Guangdong Southern Tigers | 11 | 5 | 68,7 | Participe à chaque finale de 2002-2003 à 2012-2013. |
| 11                | Bayi Rockets              | 8  | 3 | 72,7 | Participe à chaque finale de 1995-1996 à 2003-2004. |
| 3                 | Beijing Ducks             | 3  | 0 | 100  |                                                     |
| 9                 | Liaoning Flying Leopards  | 1  | 8 | 11,1 |                                                     |
| 6                 | Xinjiang Flying Tigers    | 1  | 5 | 16,7 |                                                     |
| 3                 | Shanghai Sharks           | 1  | 2 | 33,3 |                                                     |
| 1                 | Sichuan Blue Whales       | 1  | 0 | 100  |                                                     |
| 1                 | Jiangsu Dragons           | 0  | 1 | 0    |                                                     |
| 1                 | Shandong Golden Stars     | 0  | 1 | 0    |                                                     |
| 1                 | Zhejiang Lions            | 0  | 1 | 0    |                                                     |

## MVP de la saison régulière
Le titre de MVP de la saison régulière du championnat CBA est distribué à la fin de chaque saison régulière au meilleur joueur de la ligue. 
De la saison inaugurale en 1995 jusqu’à la saison de 2011 à 2012, seuls les joueurs chinois (et taïwanais) étaient admissibles au prix. 
Depuis la saison 2012-2013, un titre de MVP distinct est remis aux joueurs étrangers, en complément d'un titre de MVP pour les joueurs chinois.

### De 1995 à 2012
| Saison    | Joueur                  | Équipe                    |
| --------- | ----------------------- | ------------------------- |
| 1995-1996 | Hu Weidong              | Jiangsu Dragons           |
| 1996-1997 | Hu Weidong (2)          | Jiangsu Dragons           |
| 1997-1998 | Gong Xiaobin            | Shandong Flaming Bulls    |
| 1998-1999 | Sun Jun                 | Jilin Northeast Tigers    |
| 1999-2000 | Wang Zhizhi             | Bayi Rockets              |
| 2000-2001 | Yao Ming                | Shanghai Sharks           |
| 2001-2002 | Liu Yudong              | Bayi Rockets              |
| 2002-2003 | Sun Jun (2)             | Jilin Northeast Tigers    |
| 2003-2004 | Tang Zhengdong (zh)     | Jiangsu Dragons           |
| 2004-2005 | Tang Zhengdong (zh) (2) | Jiangsu Dragons           |
| 2005-2006 | Mengke Bateer Retiré    | Beijing Ducks             |
| 2006-2007 | Tang Zhengdong (zh) (3) | Jiangsu Dragons           |
| 2007-2008 | Zhu Fangyu              | Guangdong Southern Tigers |
| 2008-2009 | Mengke Bateer           | Xinjiang Flying Tigers    |
| 2009-2010 | Mengke Bateer (2)       | Xinjiang Flying Tigers    |
| 2010-2011 | Mengke Bateer (3)       | Xinjiang Flying Tigers    |
| 2011-2012 | Zhu Fangyu (2)          | Guangdong Southern Tigers |

### De 2012 à aujourd'hui
| Saison    | Joueurs                             | Équipes                                          |
| --------- | ----------------------------------- | ------------------------------------------------ |
| 2012-2013 | Yi Jianlian Stephon Marbury         | Guangdong Southern Tigers Beijing Ducks          |
| 2013-2014 | Yi Jianlian (2) Lester Hudson       | Guangdong Southern Tigers Xinjiang Flying Tigers |
| 2014-2015 | Yi Jianlian (3) Lester Hudson (2)   | Guangdong Southern Tigers Xinjiang Flying Tigers |
| 2015-2016 | Yi Jianlian (4) Michael Beasley     | Guangdong Southern Tigers Shandong Golden Stars  |
| 2016-2017 | Ding Yanyuhang Jimmer Fredette      | Shandong Golden Stars Shanghai Sharks            |
| 2017-2018 | Ding Yanyuhang (2) Courtney Fortson | Shandong Golden Stars Zhejiang Guangsha Lions    |
| 2018-2019 | Wang Zhelin / Darius Adams          | Fujian Sturgeons Xinjiang Flying Tigers          |
| 2019-2020 | Yi Jianlian (5) MarShon Brooks      | Guangdong Southern Tigers                        |
| 2020-2021 | Wu Qian (en) MarShon Brooks         | Zhejiang Golden Bulls Guangdong Southern Tigers  |

## Records
Voici les deux tableaux présentant à la fois les records individuels sur un match, ainsi que les records établis sur l'ensemble de la carrière dans la ligue chinoise.

### Records sur un match
| Catégorie               | Statistique | Joueur                | Équipe                    | Date             |
| ----------------------- | ----------- | --------------------- | ------------------------- | ---------------- |
| Points                  | 82          | Errick McCollum       | Zhejiang Golden Bulls     | 30 janvier 2015  |
| Rebonds                 | 38          | Garth Joseph          | Shaanxi Kylins            | 20 mars 2002     |
| Passes décisives        | 28          | Li Qun                | Guangdong Southern Tigers | 2 février 2000   |
| Interceptions           | 13          | Ju Weisong            | Shandong Flaming Bulls    | Saison 1995-1996 |
| Interceptions           | 13          | Zhang Yongjun         | Guangdong Southern Tigers | Saison 1996-1997 |
| Interceptions           | 13          | Hu Xuefeng (zh)       | Jiangsu Dragons           | 1 décembre 2004  |
| Contres                 | 13          | Yao Ming              | Shanghai Sharks           | 11 février 2001  |
| Contres                 | 13          | Hervé Lamizana        | Tianjin Gold Lions        | 10 février 2010  |
| Contres                 | 13          | Sean Williams         | Fujian Sturgeons          | 26 février 2010  |
| Minutes jouées          | 67          | Samad Nikkhah Bahrami | Fujian Sturgeons          | 9 février 2014   |
| 3 points inscrits       | 15          | Leon Rodgers (en)     | Jilin Northeast Tigers    | 11 mars 2009     |
| Lancers francs inscrits | 25          | Errick McCollum       | Zhejiang Golden Bulls     | 30 janvier 2015  |

### Record sur la carrière
| Catégorie               | Statistique | Joueur                      | Équipe(s)                                                                                                  | Saisons                                     |
| ----------------------- | ----------- | --------------------------- | --- | ------------------------------------------- |
| Points                  | 11 165      | Zhu Fangyu                  | Guangdong Southern Tigers                                                                                  | De 1999 à 2017                              |
| Rebonds                 | 5 032+      | Yi Jianlian (en activité)   | Guangdong Southern Tigers                                                                                  | De 2002 à 2007 puis de 2011 jusqu'à présent |
| Passes décisives        | 2 595       | Hu Xuefeng (zh)             | Jiangsu Dragons                                                                                            | De 1999 à 2017                              |
| Interceptions           | 1 762       | Hu Xuefeng (zh)             | Jiangsu Dragons                                                                                            | De 1999 à 2017                              |
| Contres                 | 852         | Wang Zhizhi                 | Bayi Rockets                                                                                               | De 1995 à 2001 puis de 2006 à 2015          |
| Minutes jouées          | 13 962+     | Lester Hudson (en activité) | Guangdong Southern Tigers Qingdao Eagles Dongguan Leopards Xinjiang Flying Tigers Liaoning Flying Leopards | De 2010 jusqu'à présent                     |
| 3 points inscrits       | 1 637+      | Lester Hudson (en activité) | Guangdong Southern Tigers Qingdao Eagles Dongguan Leopards Xinjiang Flying Tigers Liaoning Flying Leopards | De 2010 jusqu'à présent                     |
| Lancers francs inscrits | 2 508+      | Yi Jianlian (en activité)   | Guangdong Southern Tigers                                                                                  | De 2002 à 2007 puis de 2011 jusqu'à présent |
| Matchs joués            | 698         | Zhu Fangyu                  | Guangdong Southern Tigers                                                                                  | De 1999 à 2017                              |